# Зимняя спартакиада молодёжи
Зимняя спартакиада молодёжи России — это общероссийское комплексное спортивное мероприятие. Проводится в целях развития и популяризации спорта в Российской Федерации, а также повышения уровня физической подготовленности и мастерства спортивного резерва России по видам спорта.
Основными задачами Спартакиады являются пропаганда здорового образа жизни, формирование позитивных жизненных установок у подрастающего поколения, гражданское и патриотическое воспитание молодежи, совершенствование физкультурно-спортивной работы в субъектах РФ, определение лучших организаций, осуществляющих спортивную подготовку, развитие материальной базы и предоставления больших возможностей для занятий спортом.

## II зимняя Спартакиада молодежи
6 марта 2012 года в Красноярске состоялась торжественная церемония открытия II зимней Спартакиады молодежи России. В соревнованиях в составе сборных субъектов Российской Федерации принимали участие 2800 спортсменов, разыгрывались 200 комплектов медалей. В программу финальных соревнований Спартакиады включены 14 видов спорта: биатлон, бобслей, горнолыжный спорт, кёрлинг, конькобежный спорт, лыжные гонки, лыжное двоеборье, прыжки на лыжах с трамплина, санный спорт, сноуборд, фигурное катание, фристайл, хоккей с шайбой и с мячом.
Торжественное закрытие Спартакиады также проходило в Красноярске 18 марта.

## III зимняя Спартакиада молодежи
III зимняя Спартакиада молодежи проходила с 13 февраля по 16 апреля 2016 года. Места проведения: п. Васильево Приозерского района, г. Ижевск, г. Коломна (Московская обл.), п. Красная Поляна (Краснодарский край), г. Красноярск, г. Миасс (Челябинская обл.), г. Саранск, г. Сочи, г. Уфа, п. Чайковский (Пермский край). Проводилась по тем же дисциплинам, что и в программе Спартакиады 2012 года. Московская сборная заняла первое общекомандное место в финальном этапе III зимней спартакиады молодёжи России, набрав 1127 очков.